# Protestos na Arábia Saudita em 2011

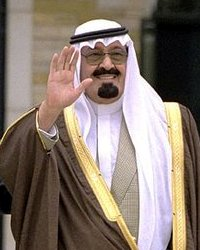
Abd Allah, rei saudita

Os protestos na Arábia Saudita em 2011 se enquadram no contexto contemporâneo dos protestos no mundo árabe. 
Os protestos que desenvolvem-se marginalmente na Arábia Saudita, onde a minoria xiita da região oriental petrolífera implementa uma manifestação pacífica para exigir a libertação de ativistas detidos e contra o autoritarismo. Os organizadores do protesto de um partido político islâmico estão sob prisão.
Acabando de voltar do Marrocos, onde permaneceu em convalescença, o rei Abdullah chegou em Riade em 23 de fevereiro; na ocasião, prometeu um pacote de subsídios de 35 bilhões de dólares estadunidenses para o povo do país. Entre as medidas, uma ajuda para jovens desempregados, empréstimos para habitação e aumentos salariais de 15% para funcionários públicos.
O protesto atinge uma monarquia já fraca devido a problemas relacionados com a sucessão ao trono e em termos de questões internas que são inerentes a instabilidade que pode trazer transtornos violentos colocando em intensa agitação a minoria xiita do país, que instala-se em áreas onde estão localizados poços de petróleo.
Após o final de fevereiro, mais de 100 intelectuais sauditas lançaram um apelo na internet por reformas políticas, econômicas e sociais, nomeadamente solicitando a criação de uma "monarquia constitucional", "separação de poderes" e a adoção de uma constituição; as autoridades sauditas, dado ao crescente descontentamento, consideram a hipótese de conceder direito de voto às mulheres, mas não prevê a sua elegibilidade.